# 로물로 소자 오레스테스 칼데이라
로물로 소자 오레스테스 칼데이라(이탈리아어: Rômulo Souza Orestes Caldeira, 1982년 3월 3일 ~ )는 로물로라고도 알려진 크루제이루 EC에서 뛰는 이탈리아계 브라질 태생의 축구 선수이며, 이탈리아 가정에서 태어나 2014년에 이탈리아로 귀화했다.